# Bakowce (rejon łucki)
Bakowce (ukr. Баківці) – wieś położona na Ukrainie, w rejonie łuckim, w obwodzie wołyńskim, w 2001 r. liczyła 354 mieszkańców.

## Urodzeni we wśi
- Peter Bondra – słowacki hokeista, reprezentant Słowacji, dwukrotny olimpijczyk